# Влажные леса Атлантического побережья
Влажные леса Атлантического побережья — экологический регион биома тропических и субтропических влажных широколиственных лесов и биома южноамериканского атлантического леса. Расположены вдоль атлантического побережья Бразилии, с северо-востока страны на юго-восток. Это прибрежные леса, которые формируются на песчаных, кислых и бедных питательными веществами почвах и характеризуются деревьями и кустарниками среднего размера, приспособленными к сухим и бедным питательными веществами условиям

## Описание

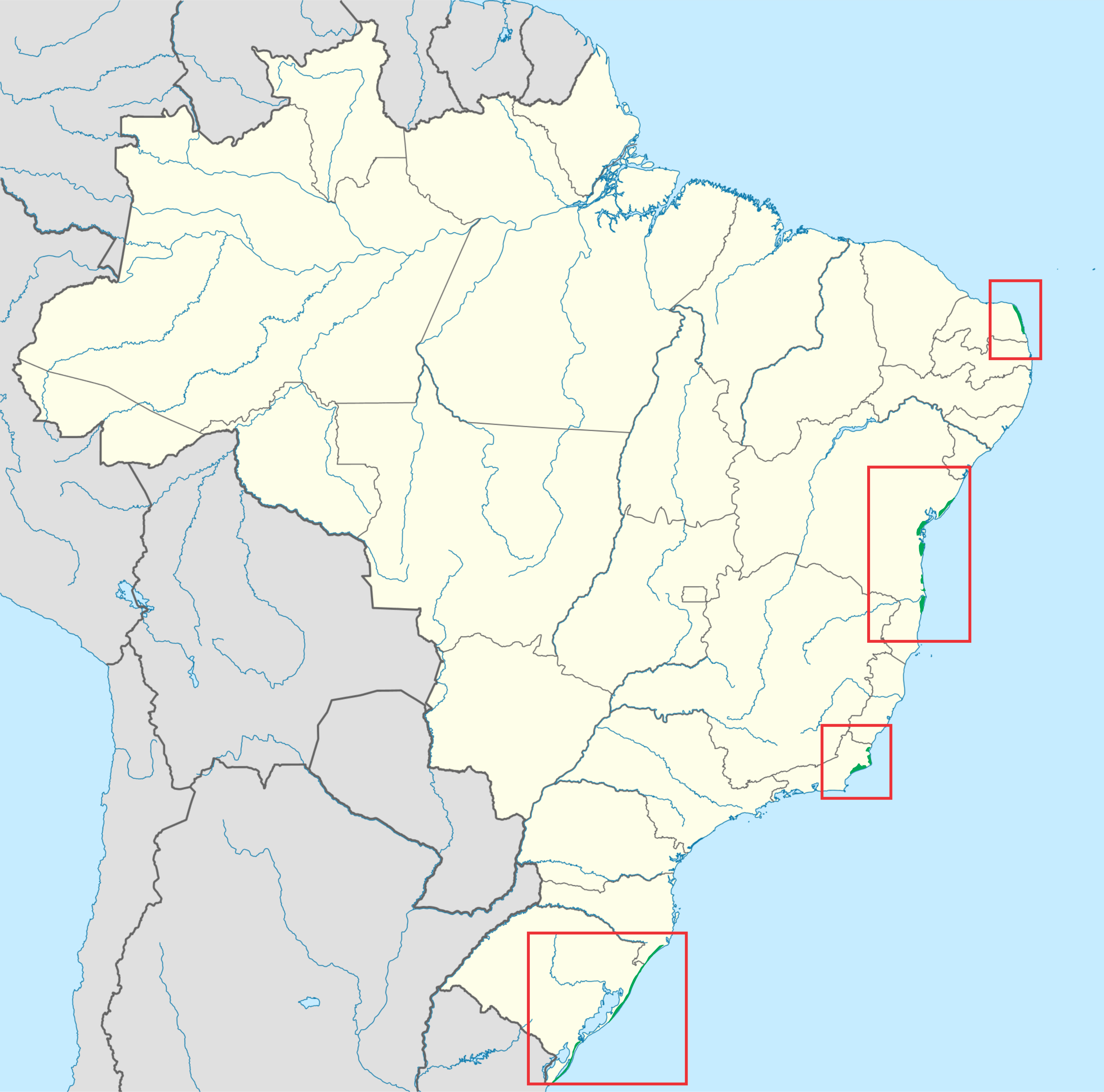
Карта экорегиона Влажные леса Атлантического побережья.

Это уникальные прибрежные песчаные леса на восточном побережье Бразилии и севере Уругвая, которые часто растут на древних дюнных образованиях. Песчаная почва очень пористая и плохо удерживает воду, что привело к появлению местных видов, которые приспособились к засушливым условиям. Однако в сезон дождей образуется множество водоемов, которые обеспечивают среду обитания для многочисленных видов, эндемичных для этого уникального экорегиона, таких как карликовая лягушка Санта-Крус Physalaemus soaresi, которая откладывает икру в пенное гнездо на поверхности луж и небольших водоёмов. Весь ареал лягушки ограничен небольшим карманом около Рио-де-Жанейро в этом экорегионе.

## Типы растительности

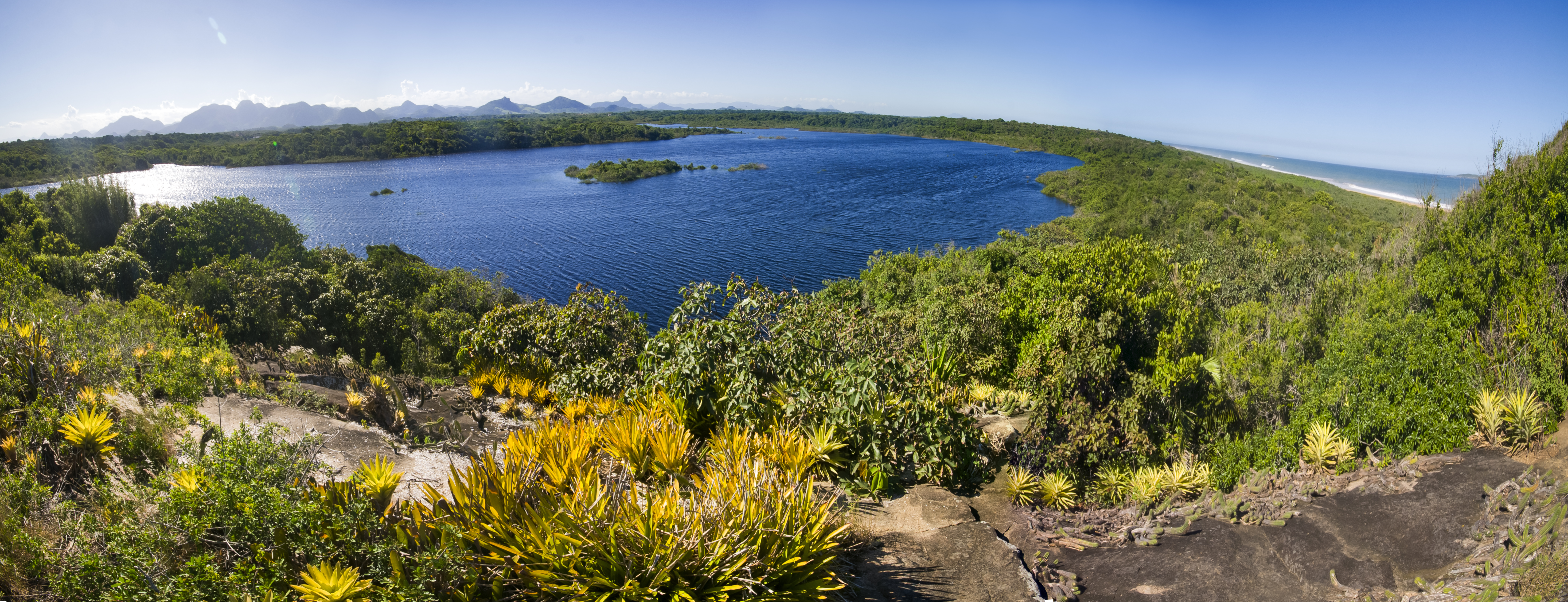
Лагуна Караис, Гуарапари.

Типы растительности в Бразилии варьируются от небольших травянистых покрытий до больших лесов, которые могут достигать высоты до 20 м. В южных регионах леса подвержены более длительным периодам наводнений, которые влияют на возникновение разнообразной подводной и наземной растительности в ответ на колебания уровня воды. Влажные леса Атлантического побережья состоят из трёх чётко очерченных областей, распределённых с северо-востока на юго-восток Бразилии. Климат постепенно меняется с тропического на субтропический. Леса этого экорегиона находятся на песчаных почвах с низким содержанием питательных веществ, которые часто связаны с равнинами с низкой высотой, характеризующимися наличием береговых хребтов и лагунных систем. Растительность отличается разнообразием: от кустарниковой зарослей до высоких лесов, которые распределены по многим типам почв и различным склонам от прибрежных зон до внутренних районов.
Основной тип растительности — атлантический лес высотой 5-15 м, богатый кустарниками и видами деревьев семейств миртовых, бобовых, молочайных и мальфигиевых. Разнообразие мангровых зарослей, лугов и болот встречается на границе эстуарных зон и пляжей. Сочетание геологических, почвенных и флористических особенностей отличает этот экорегион от других частей бразильского атлантического леса.

Типы растительности экорегиона
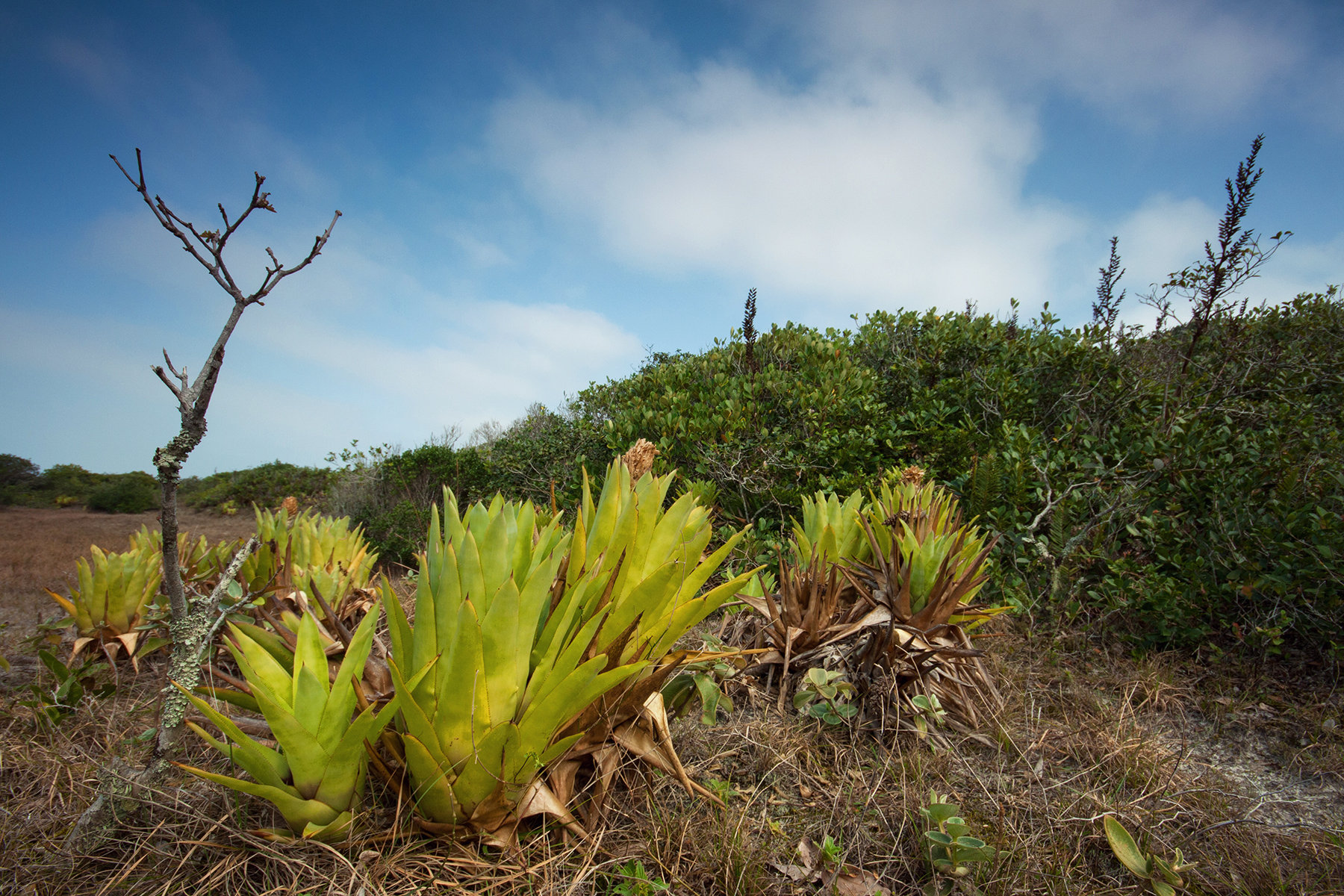
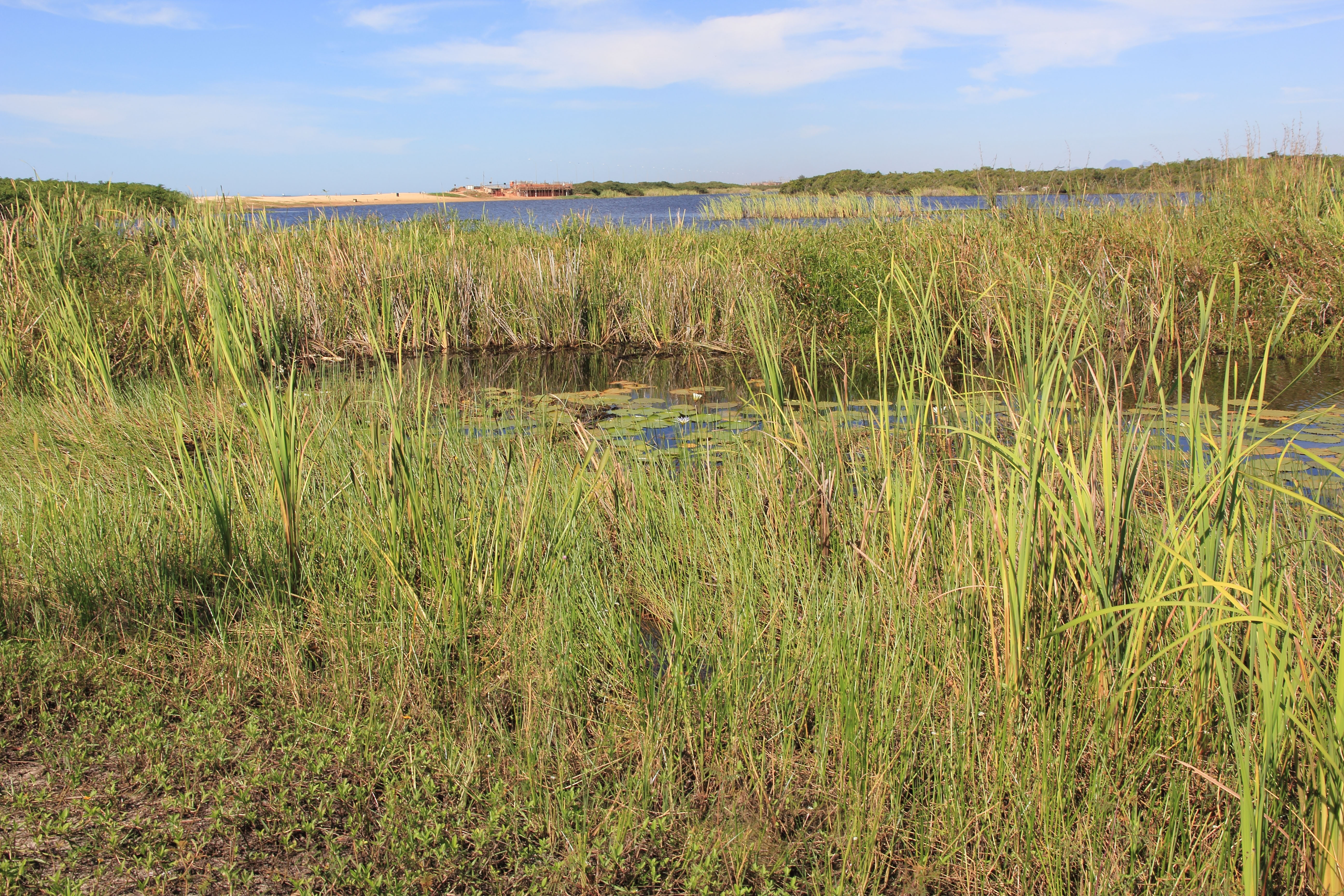
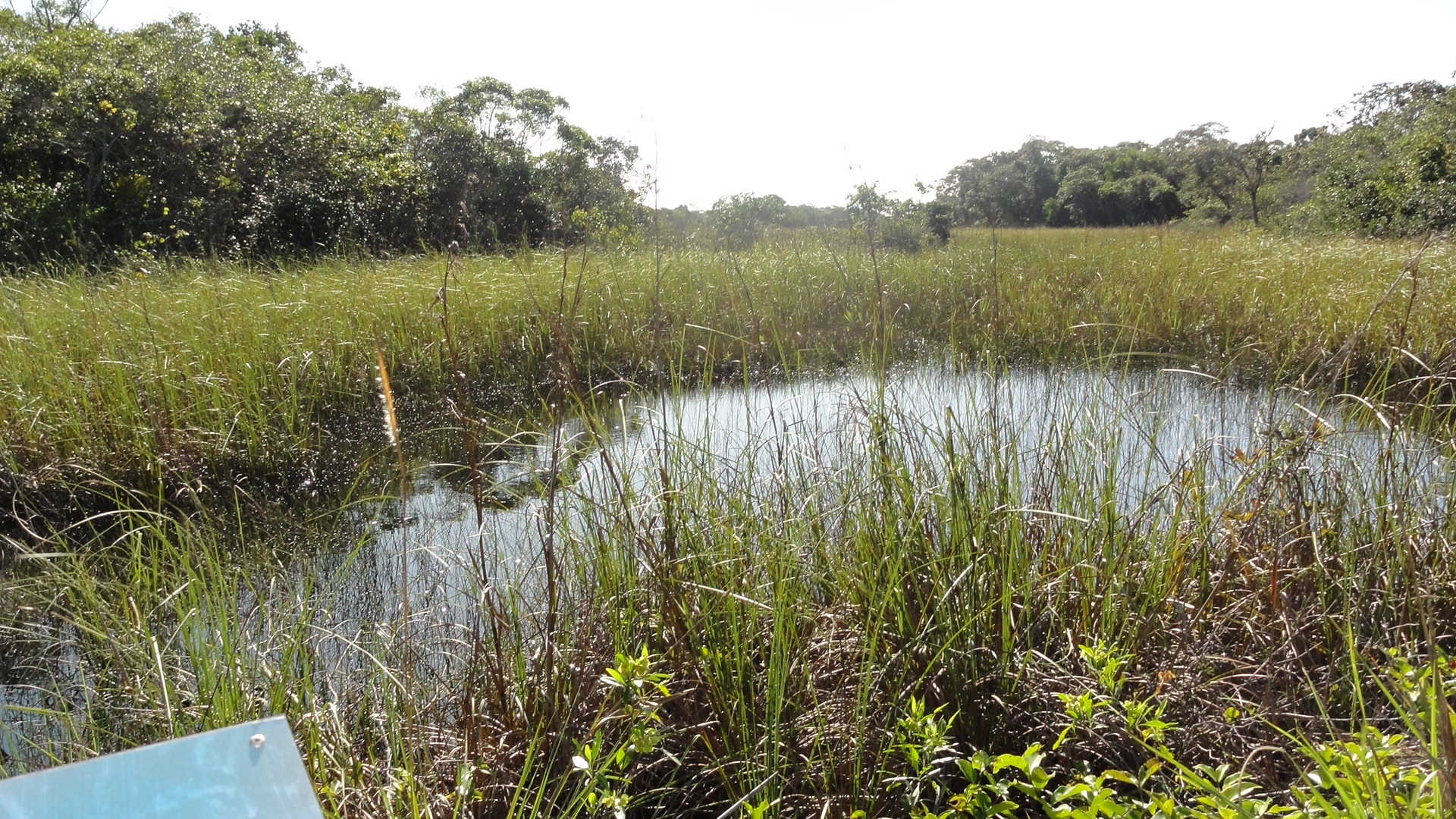
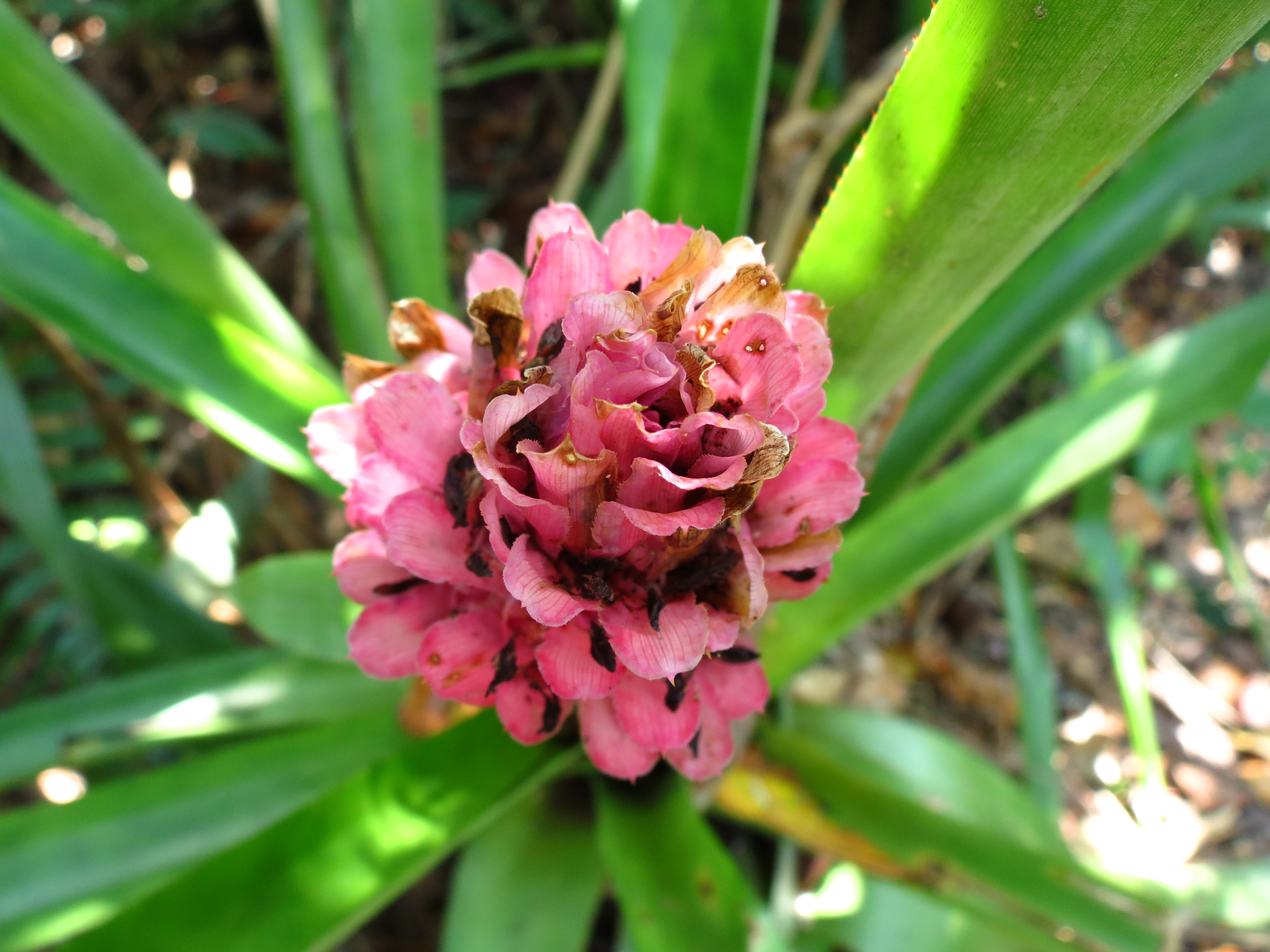
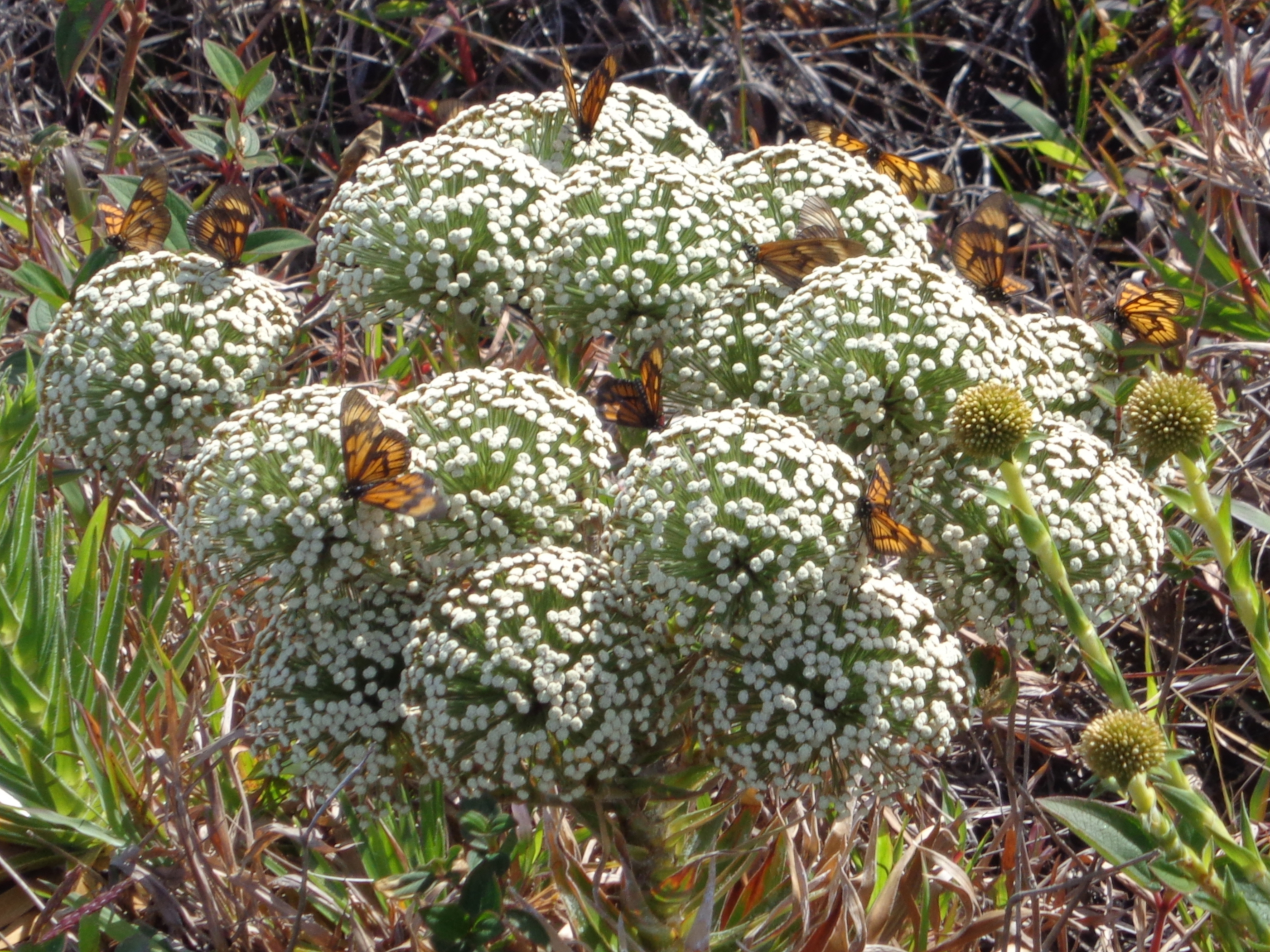

## Флора и фауна
Этот регион характеризуется богатым разнообразием видов сосудистых растений и наличием эндемизма видов. В гаванях в Рио-де-Жанейро насчитывается не менее 643 видов сосудистых растений. Растения Bumelia capitata и Jacquinia brasiliensis, лягушка Nyctimantis brunoi, черношапочный эсперито Herpsilochmus pectoralis и выдра Lontra longicaudis — эндемики этого региона. Другие интересные виды включают краснохвостого амазона, горную короткоклювую муравьеловку и лисицу-майконг.

## Охранный статус
Атлантическое побережье влажных лесов Атлантического побережья сократилось более чем на 90 %. Несмотря на такие большие потери в прошлом, потеря среды обитания из-за городского развития продолжается. Охраняемые территории состоят из двух национальных парков и одной экологической станции, включая национальный парк Jurubatiba Sandbank. Леса окружены или расположены очень близко к крупным городам, в которых туризм является основной экономической деятельностью. Для всех этих городов расширение городов является основным фактором, угрожающим Атлантическому побережью экорегиона. Лишь 1092 км² (14%) территории этого экорегиона защищены.